# Родопіс
Родопіс (*Ῥοδῶπις , VI ст. до н. е.) — давньогрецька гетера. Вважається одним з ранніх прототипів казки про Попелюшку. Ім'я перекладається як «Рум'яна обличчям». Основні відомості про неї містяться у творах Геродота, Страбона, Афінея і Овідія.

## Життєпис
Походила з Фракії, ймовірно з Халкидики, де розташовувалися давньогрецькі колонії. Перебувала рабстві у Іадмона з острова Самос, разом з байкарем Езопом. Потім Родопіс була продана в Єгипет, де уславилася як гетера. Згодом Харакс, брат поетеси Сапфо, викупив її за величезну суму і дарував їй свободу. За це Сапфо зло висміяла брата у віршах. Можливо, Родопіс згадується у віршах Сапфо під ім'ям Доріха — на це вказує низка збережених фрагментів, проте повністю ім'я гетери не фігурує в жодному з творів Сапфо. Втім знайдений у 2014 році папірус засвідчив, що гетера Доріха в творах Сапфо не відповідає гетері Родопіс.
Родопіс залишилася в Єгипті і набула значних статків. Мешкала у грецькій колонії Навкратіс. На десяту частину своїх доходів вона замовила і відправила до Дельф як дарунок безліч залізних вертелів, на яких можна було смажити цілих биків. За словами Геродота, через сто років ці рожна все ще лежали за вівтарем навпроти храму.
Страбон вказував, що піраміда Мікеріна належала Родопіс і була побудована для неї її коханцями.

## Легенда
Згідно з переказами під час купання орел забрав сандалію Родопіс, а потім упустив її на коліна фараону Яхмосу II. Той був вражений розміром сандалі, і наказав відшукати дівчину, якій вона належить. Сандалію приміряли багатьом красуням, але всім вона виявлялася мала. Родопіс, врешті-решт, знайшли — і фараон взяв її за дружину.
Цей переказ згодом стало основою європейської народної казки, а Шарль Перро написав один з найвідоміших творів світової літератури — «Попелюшка, або Туфелька, облямована хутром» (згодом вона стала кришталевим черевичком).